# Lysiteles badongensis
Lysiteles badongensis es una especie de araña cangrejo del género Lysiteles, familia Thomisidae, orden Araneae.

## Distribución
Esta especie se encuentra en China.

## Taxonomía
Fue descrita científicamente por Song & Chai en 1990.
Tratamiento taxonómico
La especie aparece registrada y publicada en Notes of some species of the family Thomisidae (Arachnida: Araneae) from Wuling Shan area. in: From Water onto Land. Zhao, E. M (ed.) C.S.S.A.R. Beijing pp. 364–374.